# 愛媛県立南宇和高等学校
愛媛県立南宇和高等学校（えひめけんりつみなみうわこうとうがっこう）は、愛媛県南宇和郡愛南町にある高等学校である。愛媛県の最南端にあり、普通科と農業科を有し、南宇和郡内で唯一の高校である。

## 沿革
- 1907年（明治40年） - 南宇和郡立水産農業学校として創立。
- 1921年（大正10年） - 南宇和郡立実業学校と改称。
- 1922年（大正11年） - 南宇和郡立実業女子学校と合併し愛媛県立南宇和実業学校と改称。
- 1927年（昭和2年） - 愛媛県立南宇和農業学校と改称。
- 1948年（昭和23年） - 愛媛県立南宇和高等学校となる。
- 1978年（昭和53年） - 野球部が第50回選抜高等学校野球大会出場。
- 1980年（昭和55年） - 野球部が第62回全国高等学校野球選手権大会出場。
- 1990年（平成2年）1月 - サッカー部が第68回全国高等学校サッカー選手権大会優勝。
- 1990年（平成2年）8月 - サッカー部が全国高校総体準優勝。

## 設置学科
全日制
- 普通科
- 農業科

## 交通アクセス
- バス 宇和島駅発宇和島自動車宿毛・城辺行き　約30分毎発車
  - 快速バスは約60分、御荘停留所下車徒歩5分
  - 快速以外は約70分、南宇和高校前停留所下車
- 車 JR宇和島駅よりR56線に従い南へ43km、約60分

## 部活動
- サッカー部 - 1950年創部。[1] 1989年、全国高校総体3位、第68回全国高等学校サッカー選手権大会において石橋智之監督のもとで初優勝した。四国勢として初の全国制覇。翌1990年の全国高校総体でも準優勝した。エースストライカーの西田吉洋は、両大会で得点王に輝いた。全国高校サッカー選手権愛媛県大会優勝17回（2015年現在。うち1986年〜1989年、1992年〜1996年まで2回にわたり5連覇達成）。1982年〜1993年まで県総体12連覇。[1] 1992年、1997年、高円宮杯全日本ユース(U-18)サッカー選手権大会ベスト4。
- 野球部 - 1978年春（第50回）と1980年夏（第62回）で甲子園出場を果たしている。
- 吹奏楽部 - 愛媛県代表として全国高等学校総合文化祭全国大会に出場2度、四国支部代表として全日本アンサンブルコンテスト全国大会に出場1度。同校による委嘱作品『死者の支配する国-崇高なる光に包まれて』（八木澤教司作曲）は出版・CD化され、新たな邦人レパートリーとして全国的に注目されている。吹奏楽部テーマソングは『星の砂』（繁桝義一作曲）。
- 水泳部 - 1933年の校友会記録にその名が確認でき、戦後初期は海洋部として活動していたという。1959年から1963年にかけて女子が5年連続優勝を果たすなど昭和30年代の県総体で大いに活躍した。近年では2017年、2018年の県総体男子個人種目において2年連続1位に輝く。また、2016、2017ジャパンパラ競技大会で2連覇、2017アジアユースパラゲームズで日本代表として金メダル2個を獲得するなど注目を集めている。
- 陸上競技部 - 1948年創設という。2018年、13年連続インターハイ出場を達成した。
- その他、相撲部、男子バレーボール部、女子ソフトテニス部等が全国大会に出場している。

## 著名な出身者
- 山本啓司（外交官）
- 谷口長治（愛南町長）
- 清水雅文（愛南町長）
- 山本まさの（埼玉県議会議員）
- 尾崎英雄（フジ・リテイリング会長兼CEO、日本チェーンストア協会副会長）
- 山下泰則（南海放送アナウンサー）
- 和氣孝治（南海放送アナウンサー）
- 山本さと子（演歌歌手）
- 岡田勉（ベーシスト）
- 岡本美登（俳優・スーツアクター）
- 高江啓史（奈良県田原本町長）

### スポーツ
- 和泉茂徳（元サッカー選手）
- 大木勉（元サッカー選手）
- 大西貴（元サッカー選手）
- 大森健作（元サッカー選手）
- 川井光一（元サッカー選手）
- 北内耕成（元サッカー選手）
- 幸田将和（元サッカー選手）
- 實好礼忠（元サッカー選手）
- 島津一也（元サッカー選手）
- 谷口圭（元サッカー選手）
- 玉林睦実（サッカー選手）
- 友近聡朗（元サッカー選手、前参議院議員）
- 西田吉洋（元サッカー選手、プロビリヤード選手）
- 埜下荘司（元サッカー選手）
- 羽田敬介（元サッカー選手）
- 吉村光示（元サッカー選手）
- 吉本岳史（元サッカー選手）
- 田中富生（元プロ野球選手）
- 中尾明生（元プロ野球選手）
- 西田孝之（元プロ野球選手）
- 藤田学（元プロ野球選手）
- 三好真一（元プロ野球選手）
- 濱田恭輔(元プロ3人制バスケ選手)